# 埃尔沙伊德
埃尔沙伊德是德国莱茵兰-普法尔茨州的一个市镇。总面积6.29平方公里，总人口1343人，其中男性662人，女性681人（2011年12月31日），人口密度214人/平方公里。